# 萨拉马特区
薩拉馬特區（阿拉伯语：‎）是乍得的一個大區，位於該國東南部，南鄰中非共和國。
首府安提曼。下分三省。省名源於薩拉馬特河。
1. ↑   (PDF) (报告). INSEED: 24. March 2012  [10 March 2017].